# Amaláin
Amaláin (Amalain en euskera, oficialmente Amalain / Amaláin) es una aldea española del municipio de Atez, en la Comunidad Foral de Navarra.

## Historia
A mediados del siglo XIX, figuraba como granja señorial del valle de Atez, municipio al que en la actualidad pertenece. Habiendo tenido once habitantes en aquel siglo y cuatro en el siguiente, actualmente está despoblada. Dispone de una iglesia que venera a Santa Bárbara. Aparece descrita en el Diccionario geográfico histórico de Navarra (1842) de Teodoro Ochoa de Alda con las siguientes palabras:

AMALAIN gr. señ, vll. Atez, m. de P. y á 2 leg. por n. o.: situado en alto: conf. con Marcalain y Eguaras á ½ hora: sobre escuela vease Eguaras del mismo vll: Parroquia de Santa Barbara con un Cura y 11 a.
(Ochoa de Alda, 1842, p. 11)